# Malcolm Rifkind
Pour les articles homonymes, voir Rifkind.
Malcolm Rifkind, né le 21 juin 1946 à Édimbourg, est un homme politique britannique.

## Biographie

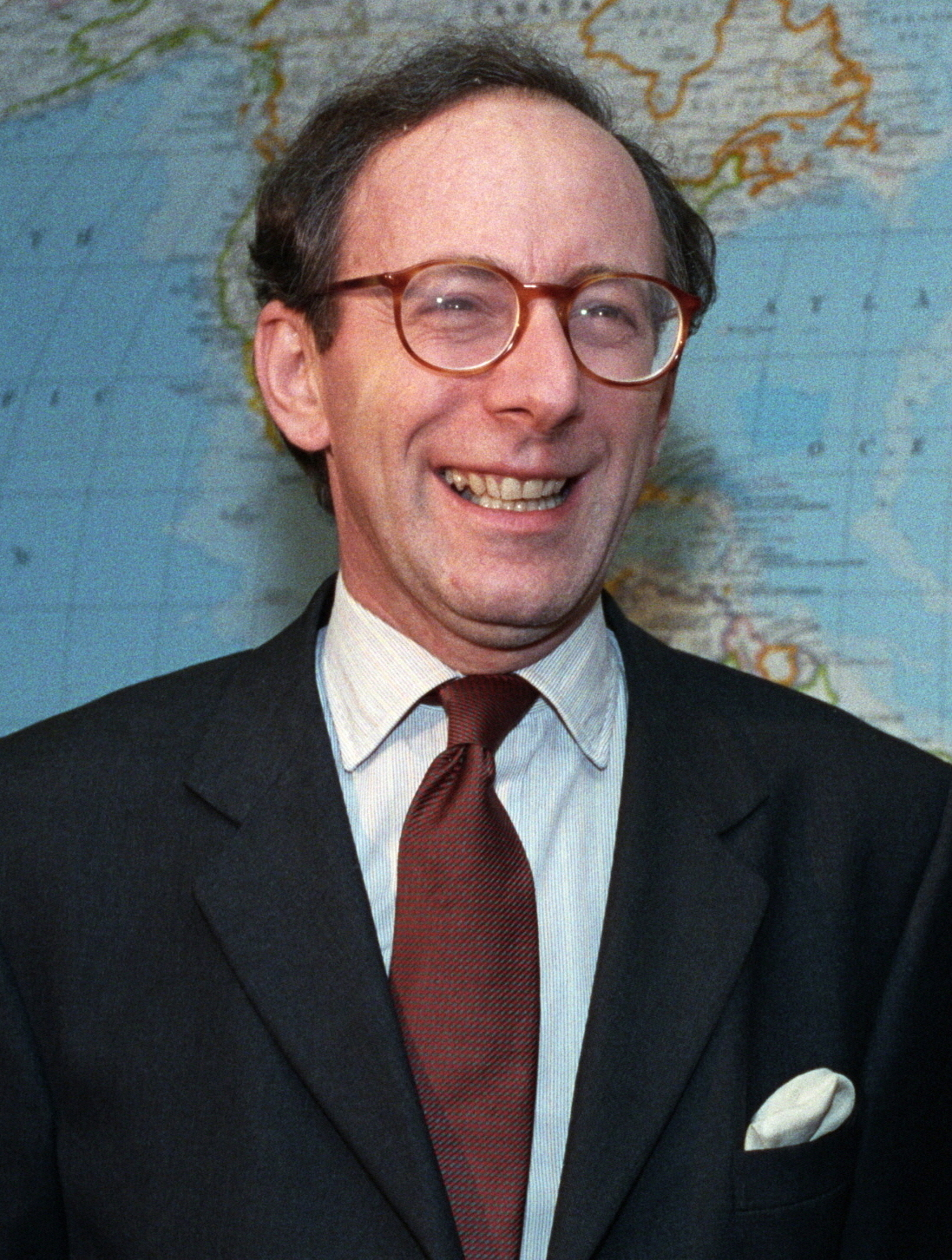
Malcolm Rifkind au Pentagone en 1993.

Malcolm Rifkind est né à Édimbourg dans une famille d'origine juive lituanienne,.

### Formation
Il a fait ses études au George Watson's College et à l' Université d'Édimbourg où il a étudié le droit avant de soutenir une thèse en sciences politiques (sa thèse portait sur la répartition des terres en Rhodésie du Sud )

### Carrière politique
Il s'est présenté une première fois, sans succès, aux élections générales de 1970 dans le district du centre d'Édimbourg.
Il est représentant d'Edinburgh Pentlands à la Chambre des communes en 1974, sous les couleurs du parti conservateur écossais. Il le reste jusqu'en 1997. Durant la primaire de 1975, il soutint d'abord Edward Heath, avant de se rallier à Margaret Thatcher.
Il entre au gouvernement Thatcher en 1986, en devenant secrétaire d'État pour l'Écosse. Il est ensuite secrétaire d'État aux Transports en 1990, secrétaire d'État à la Défense en 1992, secrétaire d'État des Affaires étrangères et du Commonwealth en 1995. Il est ensuite membre du shadow cabinet après la défaite des conservateurs en 1997.
En 1994, il a rappelé les quatre bases de "la communauté atlantique : la défense et la sécurité assurées pa l'OTAN, (...) le droit et la démocratie parlementaire, le capitalisme libéral et la liberté des échanges, l'héritage culturel commun, celui de la Grèce et de Rome et de la Renaissance"
Il a succédé à Michael Portillo comme représentant de Kensington en 2005.
Le 6 juillet 2010, il est nommé par David Cameron à la tête de l'Intelligence and Security Committee (en).
Il est membre du comité de patronage des Friends of Israel.

### Accusations de trafic d'influence
En février 2015, discutant avec des gens qu'il croyait être des représentants d'une compagnie chinoise qui voulait acheter de l'influence sur le parlement du Royaume-Uni, Rifkind leur dit ne pas avoir de salaire et être un travailleur indépendant. Il leur proposa de leur obtenir un accès à des ambassadeurs britanniques pour une somme de 5 000 à 8 000 livres par demi-journée de travail. Ses interlocuteurs étaient en fait des journalistes du Daily Telegraph et de Channel 4 News qui enregistraient les conversations. En conséquence, Rifkind a été suspendu du parti conservateur pour la durée d'une enquête sur les faits.
Le 24 février 2015, il a démissionné de son poste de président de l'Intelligence and Security Committee. Peu après, il a annoncé qu'il ne se présenterait pas à sa circonscription de Kensington pour les élections générales du Royaume-Uni en 2015.
Rifkind a admis qu'il « pouvait avoir commis des erreurs de jugement » mais a affirmé qu'il n'avait rien fait de répréhensible dans cette affaire dont les médias britanniques parlent comme d'un cas de « cash for access (en) ». En septembre 2015, la presse annonçait que Malcolm Rifkind et Jack Straw (autre parlementaire impliqué dans la même affaire) avaient été blanchis par Kathryn Hudson, « Parliamentary Commissioner for Standards (en) ». Sir Alistair Graham, ancien président du Committee on Standards in Public Life (en), a déclaré au Telegraph qu'il était étonné de la clémence de Kathryn Hudson, qui réduisait l'affaire à une erreur de jugement : « Il n'était pas question de novices qui venaient d'entrer dans le système, mais de gens hautement expérimentés. »

### Vie personnelle
Rifkind est marié et a un fils et une fille. Son fils, Hugo Rifkind (en), est un journaliste pour The Times et The Spectator.

## Documentaire
Malcolm Rifkind est interrogé à plusieurs reprises dans le documentaire sur la chute de Margaret Thatcher, réalisé en 2009, intitulé Mais qui a tué Maggie ?.
Il relate notamment une conversation avec Margaret Thatcher : « — Prime Minister, do you believe in consensus ? — Yes, I do, [provided] that [it] should be a consensus behind my convictions » , propos rapportés et commentés un peu plus ensuite par Malcolm Rifkind qui en sourit bien (« I would say partly humour, but it'd also reflect a serious judgment »), celui-ci était alors secrétaire d'État pour l'Écosse, donc dans le dernier gouvernement de « Maggie ».